# Lucyna Woźniak
Lucyna Alicja Woźniak (ur. 14 maja 1955 w Mysłowicach) – polska inżynier chemik, profesor nauk medycznych, prorektor Uniwersytetu Medycznego w Łodzi w kadencjach 2012–2016 i 2016–2020.

## Życiorys
Absolwentka IV Liceum Ogólnokształcącego im. Emilii Sczanieckiej w Łodzi. W 1979 ukończyła studia na Wydziale Chemicznym Politechniki Łódzkiej. Doktoryzowała się w 1987 w Centrum Badań Molekularnych i Makromolekularnych PAN w oparciu o pracę pt. Badanie mechanizmu oraz syntezy  sililowych pochodnych kwasów fosforu. Stopień doktora habilitowanego uzyskała tamże w 2004 na podstawie rozprawę zatytułowanej  Stereoregularne metanofosfonianowe analogi kwasów nukleinowych. Tytuł naukowy profesora nauk medycznych otrzymała 15 lipca 2011.
Odbyła staże naukowe w Szwecji (1978), Francji (1984) i Wielkiej Brytanii (1988–1989). W latach 1980–2007 pracowała na stanowiskach asystenta i adiunkta w Centrum Badań Molekularnych i Makromolekularnych PAN. W 2005 została kierownikiem Zakładu Biologii Strukturalnej Uniwersytetu Medycznego w Łodzi. W latach 2007–2009 była prodziekanem Wydziału Fizjoterapii tej uczelni. W 2012 i 2016 wybierana na prorektora Uniwersytetu Medycznego w Łodzi.
Specjalizuje się w chemii bioorganicznej. Autorka ponad 60 publikacji. W 2006 r. została członkiem zarządu Polskiego Towarzystwa Chemicznego.
Odznaczona m.in. Srebrnym Krzyżem Zasługi (1996).